# 진도 다시래기
진도 다시래기(珍島다시래기)는 대한민국 전라남도 진도군에서 전해오는 상여놀이의 일종이다. 상여놀이는 출상 전 밤에 빈 상여를 이용한 놀이로서 상을 당한 유족들의 슬픔을 누그러뜨리고 죽은 자의 극락왕생을 축원하기 위한 행사다.
지역에 따라 상여놀이, 다시래기, 대돋음 등으로 부르나 진도 지역에서는 다시래기라는 표현을 사용한다. 진도 다시래기는 국가무형문화재 제81호에 속한다.

### 시기
다시래기는 호상 등 마을 공동체의 주요 인사의 상일 때 열린다.

### 방법
출상 전날 밤 상두꾼과 놀이패가 모여 마당극을 벌인다. 일반적인 다시래기에서는 상두꾼과 무당만이 참여하나 진도 다시래기에서는 놀이패까지 참여한다.

### 진행
진도 다시래기는 크게 5가지의 마당으로 나뉜다. 첫 번째는 가짜 상제가 상여꾼들과 함께 주고받는 노래로 가상제놀이다. 두 번째는 거사와 사당, 중이 나오는 파계승 마당이다. 세 번째는 무당노래다. 네 번째는 흙파기 시늉이다. 다섯 번째는 여흥놀이다.
각개의 마당은 몇 개의 과정을 가지고 있다. 이 과정들을 각기 2개 이상의 노래와 연주로 구성되어 있다. 이 과정에서 가장 중요한 부분은 음악적 완성도이며 음악적 완성도가 높은 마당일수록 망자에 대한 위안이 된다.

### 음악
진도 다시래기에 나오는 악기는 꽹과리, 장구, 북 등이며 노래와 춤 반주로 사용된다. 이 악기를 사용해 느린 중모리, 중모리, 자진모리, 진양조 등의 장단을 맞춘다.
진도 다시래기에 나오는 춤은, 사당과 중이 추는 허튼춤을 비롯하여 사당이 추는 곱사춤과 거사가 추는 봉사춤과 같은 이른바 소회적인 발림춤이 있다. 그리고 상여소리를 할 때 가상제가 추는 허튼춤이 있으며 또한 여흥르로 추어지는 진도지방 특유의 북춤이 있다.

## 의미
다시래기는 원래 죽은 이를 제대로 씻겨 원한에 찬 삶은 녹녹하게 풀어 저승에 잘 보내려는 의도가 담긴 제의였다. 그러나 이후에는 상중인 유족의 설움과 고통의 치유를 목적으로 하는 민속극으로 변화하면서 마을의 축제와 같은 양상을 띄게 되었다. 이로 인해 마을 내 갈등을 누그러뜨리는 비정기 축제와 같은 역할을 갖게 되었다.

## 의의
현재 한국에 현존하는 유일한 장례 때의 민속극이다. 장례풍속과 민속극 연구에 중요한 가치를 가지고 있다.

## 전승자
현재 진도다시래기보존회에서 보존과 전승을 담당하고 있으며 진도무형문화재전수관에서 전수를 맡고 있다. 진도 다시래기의 전수자로는 김귀봉 명예보유자(1985년 임명)가 있었으나 2013년 9월에 사망하였다.

## 참고 문헌
- 조선의민속전통편찬위원회, <<민속놀이와 명절 上>>, 대산출판사, 2000
- 유영대, <<민속학술자료총서 : 굿 4>>, 우리마당 터, 2002, 175-194